# Sambreville
Sambreville (en wallon : Sambveye) est une commune et depuis le 12 mars 2024 aussi une ville de Belgique située en Région wallonne dans la province de Namur.
La commune est créée le 1er janvier 1977 par la fusion des communes d'Arsimont, d'Auvelais, de Falisolle, de Keumiée, de Moignelée, de Tamines et de Velaine-sur-Sambre. Le nom de commune est initialement « Basse-Sambre », mais il est changé par la loi du 4 juillet 1978 pour prendre son nom actuel de « Sambreville ». Elle devient une ville le 12 mars 2024 par Décret de la Région Wallonne,.

## Géographie

### Situation générale
Sambreville se situe à 65 km (à vol d'oiseau) au sud de Bruxelles, à 25 km à l'ouest de Namur et 20 km à l'est de Charleroi, sur les rives de la Sambre. Particularité issue de la fusion des communes, en 1977 : il n'y a pas de village du nom de Sambreville. Née de la réunion de plusieurs villages baignés par la Sambre, la commune a pris ce nouveau nom comme point commun des entités. 

### Hydrographie
La rivière principale de la commune est naturellement la Sambre, qui la baigne au long de 11,5 km environ. S'y ajoutent quelques affluents, comme les ruisseaux de Fosses, de Grand Vaux et du fond du Gay. La Sambre et ses affluents appartiennent au bassin hydrographique de la Meuse, laquelle se jette dans la mer du Nord.

### Relief
L'altitude de Sambreville varie de 95 m (sur la grand place d'Auvelais) à 191 m (au seuil de l'église d'Arsimont). Des reliefs artificiels ont vu le jour tout au long de l'exploitation houillère dans les villages de la commune ; 11 terrils sont ainsi répertoriés comme tels par le Service public de Wallonie.

### Faune et flore

#### Flore
163,54 hectares de bois couvrent 5 % du territoire communal, 6 sites de grand intérêt biologique sont inventoriés, auxquels s'ajoute une zone « Natura 2000 » de 90 hectares et 121 arrêtés de classement concernant des arbres ou des haies remarquables.

### Sections
| # | Nom                | Superficie (km2) | Habitants (2020) | Habitants par km2 | Code INS |
| - | ------------------ | ---------------- | ---------------- | ----------------- | -------- |
| 1 | Auvelais           | 7,25             | 8 405            | 1 159             | 92137A   |
| 2 | Arsimont           | 4,20             | 2 377            | 566               | 92137B   |
| 3 | Falisolle          | 4,78             | 3 627            | 759               | 92137C   |
| 4 | Tamines            | 6,14             | 7 612            | 1 239             | 92137D   |
| 5 | Moignelée          | 1,61             | 1 964            | 1 218             | 92137E   |
| 6 | Velaine-sur-Sambre | 9,12             | 3 512            | 385               | 92137F   |
| 7 | Keumiée            | 1,16             | 875              | 755               | 92137G   |

### Communes limitrophes
|                    | Sombreffe       |                    |
| Farciennes Fleurus | Sambreville     | Jemeppe-sur-Sambre |
| Aiseau-Presles     | Fosses-la-Ville |                    |

## Population et société

### Démographie: commune fusionnée
En tenant compte des anciennes communes entraînées dans la fusion de communes de 1977, on peut dresser l'évolution suivante :
Les chiffres des années 1831 à 1970 tiennent compte des chiffres des anciennes communes fusionnées.
- Source : DGS ; de 1831 à 1981 = recensements population ; à partir de 1990 = nombre d'habitants chaque 1er janvier[6].

## Histoire

### Généralités
Aucune étude récente n'a compilé les données historiques et archéologiques de la commune. Pour retracer l'histoire de Sambreville, il faut élargir le champ de recherche aux grands centres religieux (Oignies, Floreffe, Fosses) ou aux villes de grande importance (Namur, Charleroi). On peut ainsi raisonnablement poser quelques jalons fiables. Globalement, l'histoire de la commune se confond avec l'histoire de la Région, voire du pays : préhistoire, conquête romaine et empire mérovingien sont ici mal connus. Le bas Moyen Âge, mieux documenté, permet de détailler le partage du territoire. Mais dès le XVIe siècle, l'histoire européenne se joue au niveau des États, au pied des places fortes et dans les capitales. Il faut attendre la période industrielle pour retrouver des informations plus fournies sur les villages qui formeront Sambreville en 1977.

### Préhistoire
La vallée de la Sambre et, plus généralement, le bassin hydrographique de la Meuse, ont livré de nombreuses découvertes archéologiques. À la fin de la dernière glaciation, autour de 12 000 ans avant notre ère, le climat de nos régions s'adoucit ; les glaciers reculent, et la zone d'influence humaine s'accroît vers le nord de l'Europe. Les massifs calcaires qui bordent les cours d'eau de l'Entre-Sambre-et-Meuse offrent de nombreux abri naturels (grottes et abris sous roche), des postes d'observation et des refuges en cas de crue. Les sites de Spy, Namur, Dinant et leurs alentours attestent d'une présence humaine dans les vallées de la Sambre et de la Meuse, remontant au moins au Paléolithique.
En 1988, la découverte fortuite d'ossements remontant au Mésolithique a conduit à la fouille partielle d'une petite cavité naturelle, la grotte de Claminforge au sud de Falisolle. Les vestiges de 5 sépultures y ont été identifiés.
À Velaine, plusieurs découvertes fortuites et un menhir témoignent d'une présence humaine depuis le Néolithique.

### Antiquité
Des découvertes archéologiques du XIXe siècle établissent les preuves d'une occupation romaine de la région, au début de notre ère. En 52 av. J.-C., les armées romaines ont terminé leur campagne en Gaule, et la frontière de l'Empire se fixe pour un temps bien au nord de l'actuelle Sambreville. La proximité relative de sites importants et connus (Namur, Dinant, Nivelles) ne permet pas de douter d'une présence romaine, mais sa nature exacte reste incertaine encore dans la commune.

### Moyen Âge
Le territoire qui constitue l'actuelle Sambreville était écartelé entre les autorités politiques et religieuses des grands domaines – duché, comté, principauté. Situé dans l'ouest du comté de Namur, il comprenait d'importantes enclaves liégeoises et brabançonnes. Il est probable que, aucune famille d'importance n'y ayant vu le jour, ces territoires soient passés d'une escarcelle à l'autre sans rencontrer d'opposition.
Auvelais, cité dès 1113, est partagé entre l'autorité du chapitre de Fosses (principauté de Liège), et celle du comté de Namur. Tamines (première mention également au XIIe siècle) est de même partagée entre les juridictions liégeoise (pour l’essentiel) et namuroise (pour les Alloux). Falisolle relève de la principauté de Liège, tandis que Keumiée et Velaine, passent des mains namuroises (XIIe siècle), à l'autorité brabançonne (XIVe siècle). La paroisse-mère de Moignelée perdra sa prééminence au profit d'Oignies, lors de la fondation du prieuré au XIIe siècle. Et, alors qu'au temporel le village appartient au duché de Brabant, au spirituel Moignelée relève alors – comme d'ailleurs l'entièreté du territoire de la commune actuelle – du diocèse de Liège...

### Époque contemporaine
L'histoire récente de la commune est marquée par deux éléments ; l'exploitation houillère et les crimes de guerre allemands du mois d'août 1914.
- La société anonyme des charbonnage de Tamines exploita plusieurs puits, de 1827 à 1965. Elle n'inaugura sans doute pas l'exploitation du charbon, mais c'est la seule société constituée à avoir industrialisé le processus.
- Au début de l'offensive allemande, au cours de la bataille de Charleroi, qui se déroule au milieu du mois d'août 1914, plusieurs centaines de civils sont passés par les armes. Les victimes de ce qui fut appelé le Massacre de Tamines, à l'instar de celui de Dinant, furent honorées dans un cimetière leur étant entièrement dédié, autour de l'église de Tamines.

## Héraldique
|  | La ville possède des armoiries qui lui ont été octroyées le 20 juillet 1982. Les armoiries s'inspirent de celles de Tamines octroyées le 15 mai 1932 (blasonnement : De sable semé de larmes d'argent, à la croix d'or chargée de huit flammes de gueules et portant en cœur la date 1914 en chiffres de sable, l'écu posé devant un Saint Martin d'or) montrant un mineur et une lampe de mineur symbolisant l'importance de la mine dans la région. Blasonnement : Parti, à dextre, de sable semé de larmes d'argent, à la croix d'or chargée de huit flammes de gueules et portant en abime le millésime 1914, en chiffres de sable; à senestre, de gueules à une lampe de mineur de sable brochant sur deux pics d'argent passés en sautoir. |

## Administration communale et Politique

### Bourgmestres de Sambreville[8]
- De 1977 à 1980 : Émile Lacroix (PS).
- De 1980 à 1982 : Michel Warnon (PS).
- De 1982 à 2000 : Jean Poulain (PS).
- De 2000 à 2006 : Marcel Fisenne[9] (PS).
- De 2006 à 2024 : Jean-Charles Luperto (PS).
- Depuis 2024 : Olivier Bordon (Ensemble).

### Codes indicatifs
Le code postal pour l'entité (et ses 7 anciennes communes) est le 5060. L'indicatif téléphonique est le: +32 71; le 071 en Belgique.

### Jumelage
- La commune est jumelée avec la commune italienne de San Pietro al Natisone ( Italie)
- Auvelais est jumelé avec Pont-Sainte-Maxence ( France)
- Tamines est jumelée avec Nuits-Saint-Georges ( France)

## Patrimoine et culture

### Patrimoine architectural et sites

#### Préhistoire
- Grotte de Claminforge, à Falisolle.

#### Temps Modernes
- Refuge du trésor d'Oignies XVIIIe siècle.
- Église Saint-Remy à Falisolle, XVIIIe siècle (et tour du XIXe)[10].
- Château ferme du Quirini à Keumiée, XVIIe et XVIIIe siècles[11].

- Moulin des Golettes à Velaine, ancien moulin à vent du XVIIIe siècle, classé en 1988[12],[13].
- Chapelle Notre-dame de Hal à Velaine, XVIIIe siècle[14].

#### Époque contemporaine

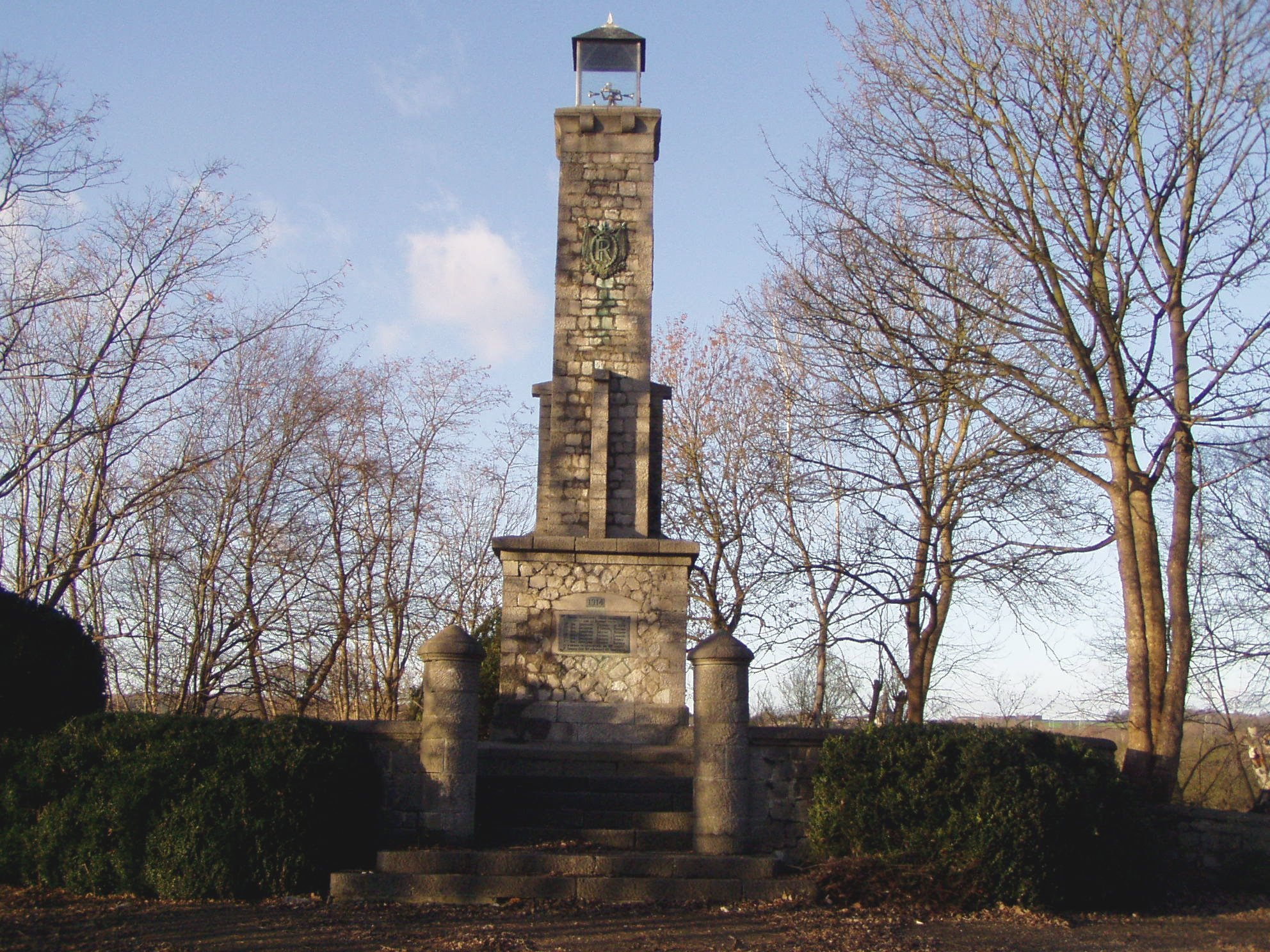
Le phare breton au cimetière français d'Auvelais.

- Nombreux monuments aux morts dans les villages de l'entité.
- Le cimetière militaire français et son phare breton : construit par les Allemands en 1917, sur les hauteurs d'Auvelais, donnant sur la Sambre et sur la ville.  La nécropole abrite les tombes de 1268 officiers et soldats français. C'est au cimetière militaire d'Auvelais que reposent la plupart des Français tombés à Auvelais, Tamines et Arsimont pendant les journées des 21 et 22 août 1914 au cours de la Première Guerre mondiale. Dans ce cimetière, un « Phare du Souvenir » rappelant la Bretagne et le sacrifice des Bretons tombés au champ d'honneur a été élevé en 1934, pour le 20e anniversaire, par un comité d'anciens combattants d'Auvelais[15].

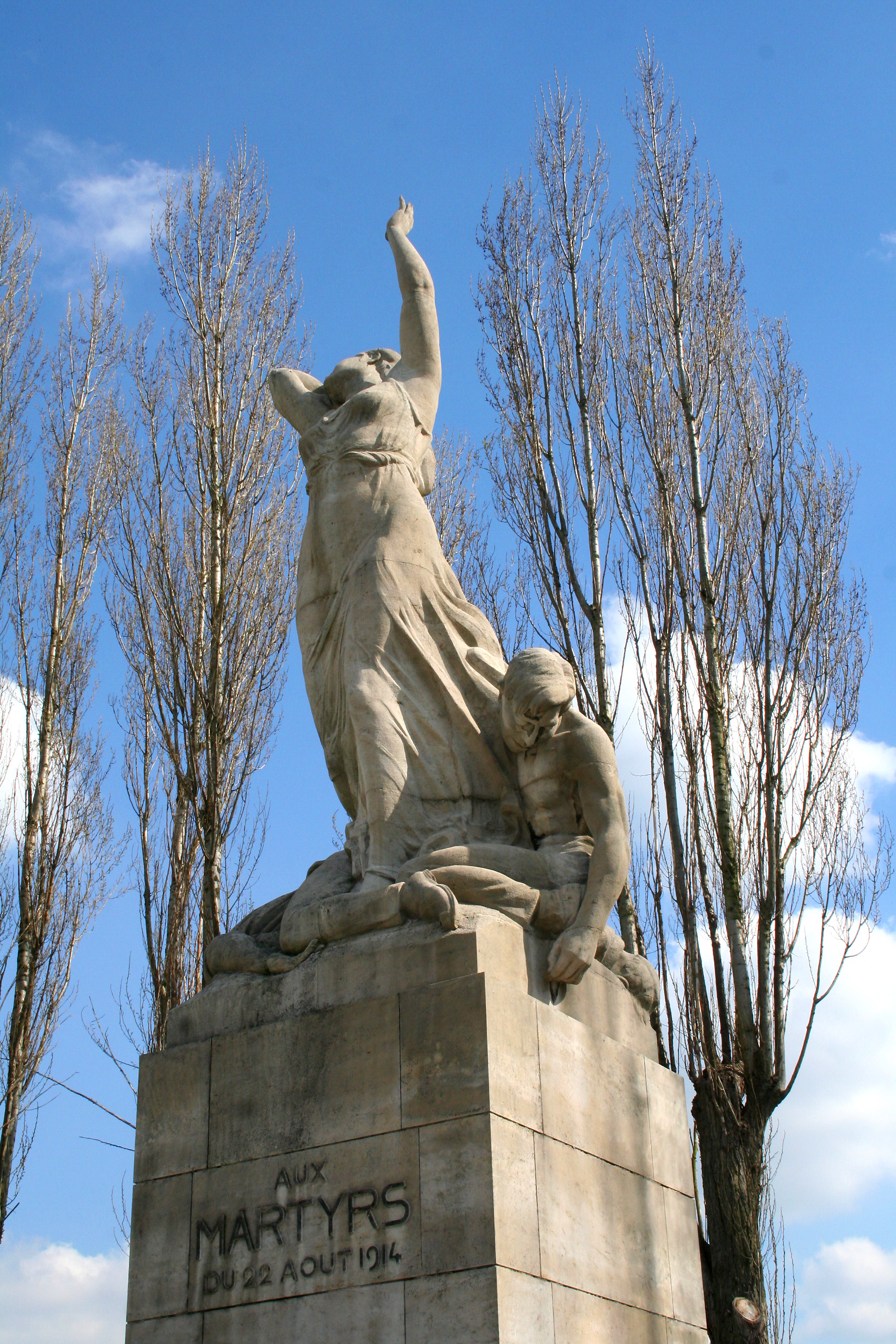
Le monument aux martyrs à Tamines.

- Le monument aux martyrs à Tamines.L'enclos des fusillés, disposé autour de l'église de Tamines, présente les tombes de 380 civils tués en août 1914 par l'armée allemande. Le 20 septembre 2023, ce lieu de mémoire de la Première Guerre mondiale a été inscrit à la liste du patrimoine mondial de l’UNESCO.

#### Toutes périodes
94 arbres, 15 groupes d'arbres et 12 haies sont classés comme remarquables. Voir aussi la liste du patrimoine immobilier classé de Sambreville.

## Photographies

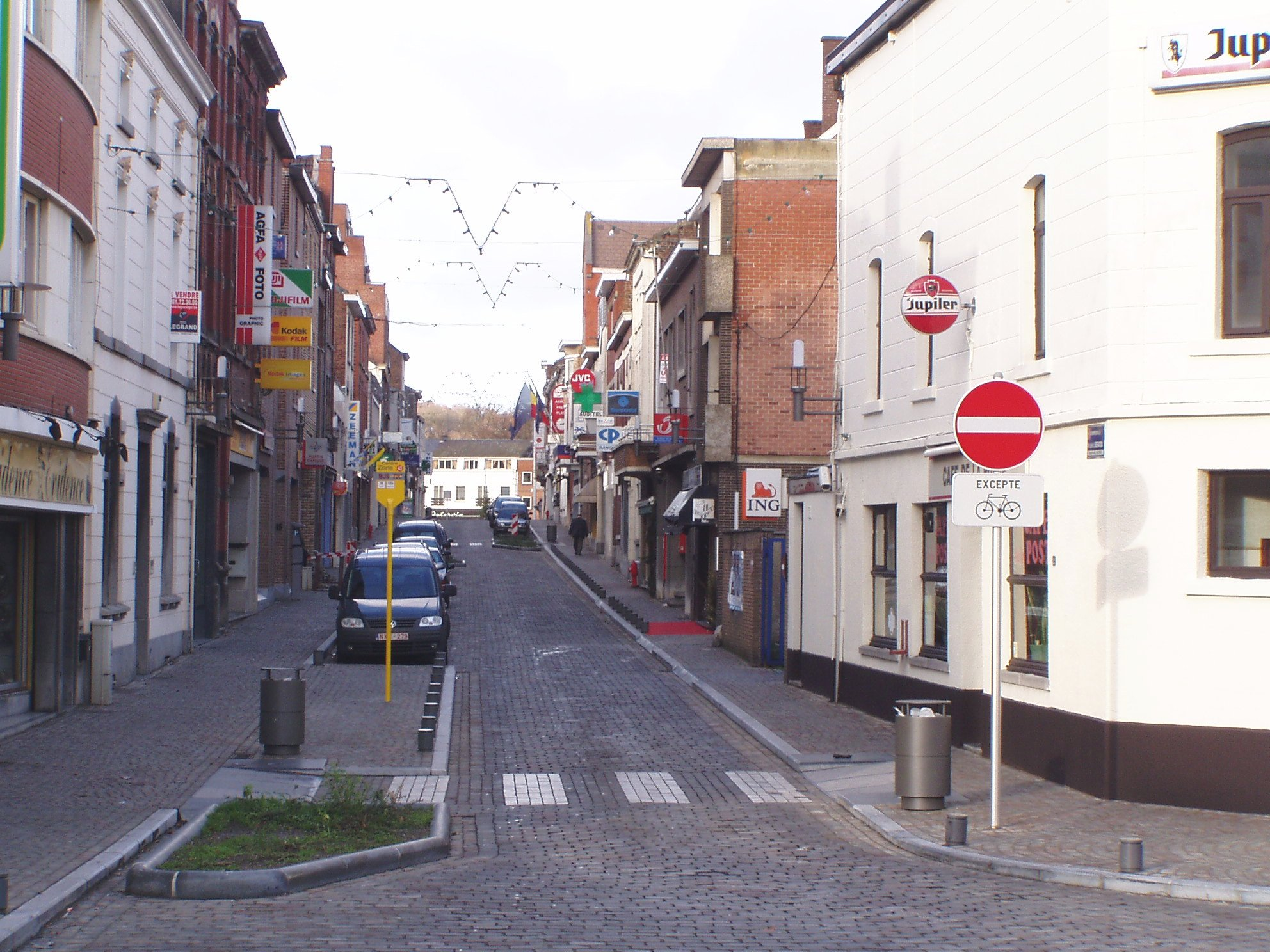
Auvelais.
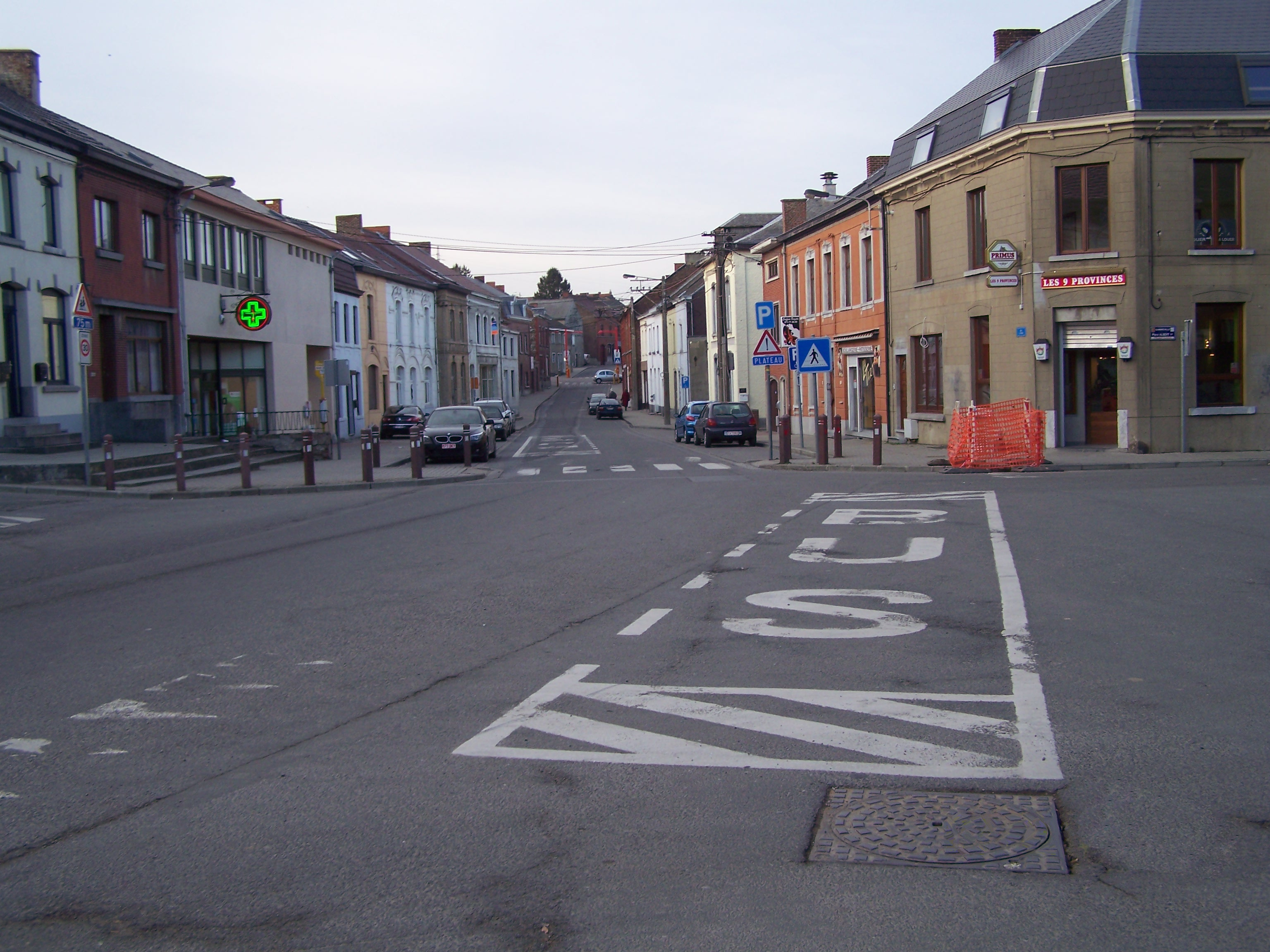
Falisolle.
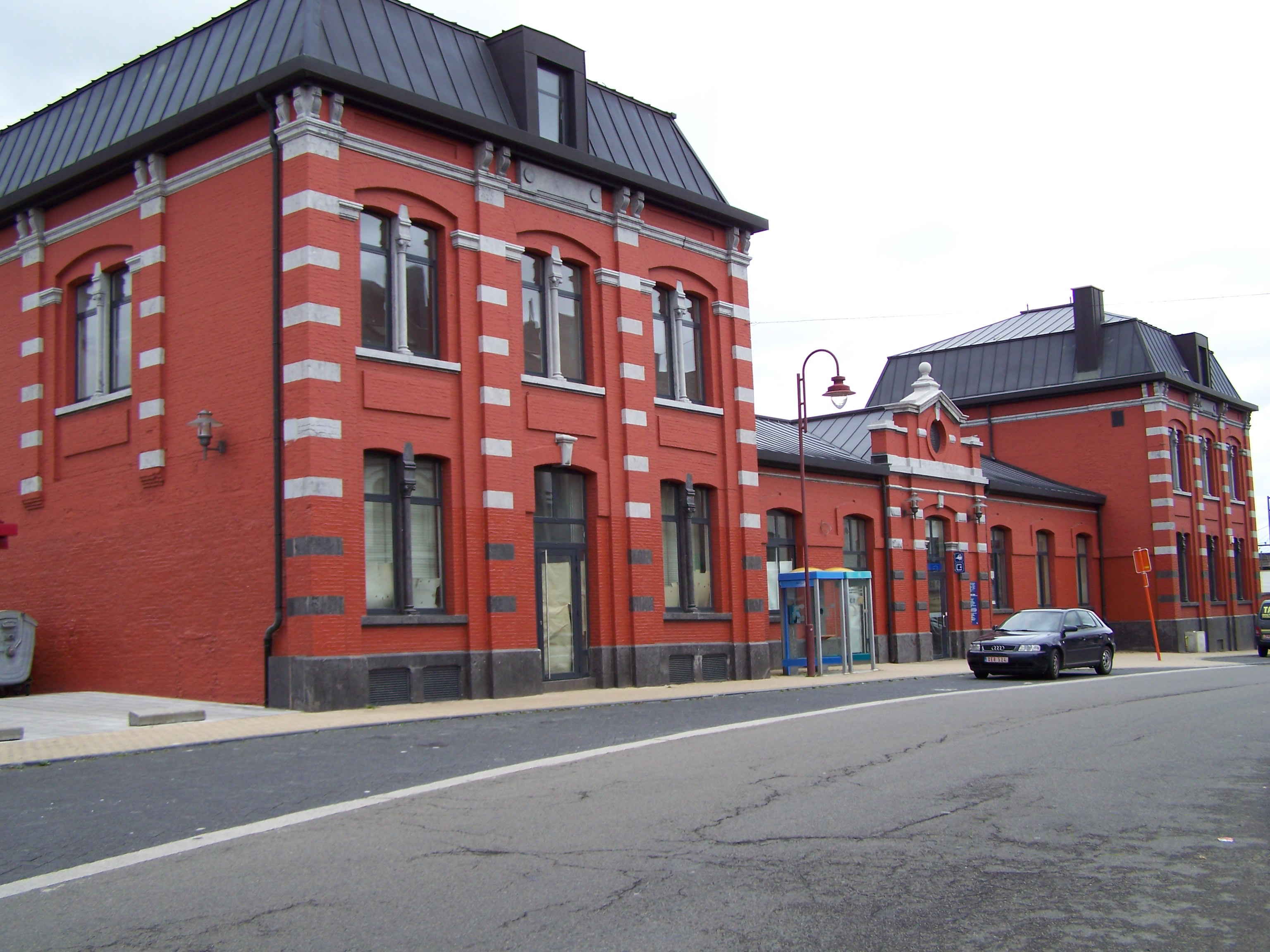
Tamines.
Armoiries de Sambreville.
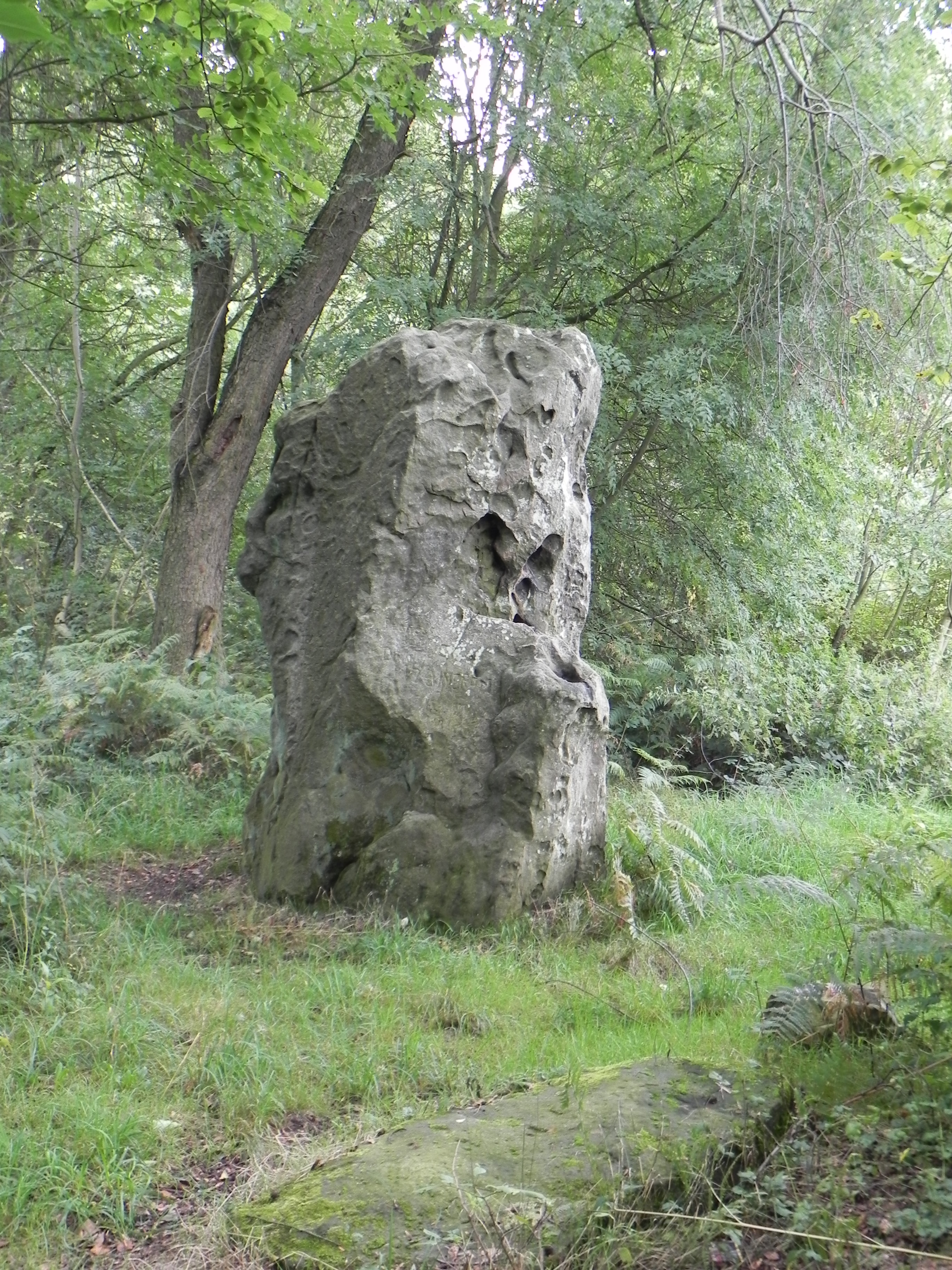
La Roche qui tourne à Velaine-sur-Sambre.

## Économie

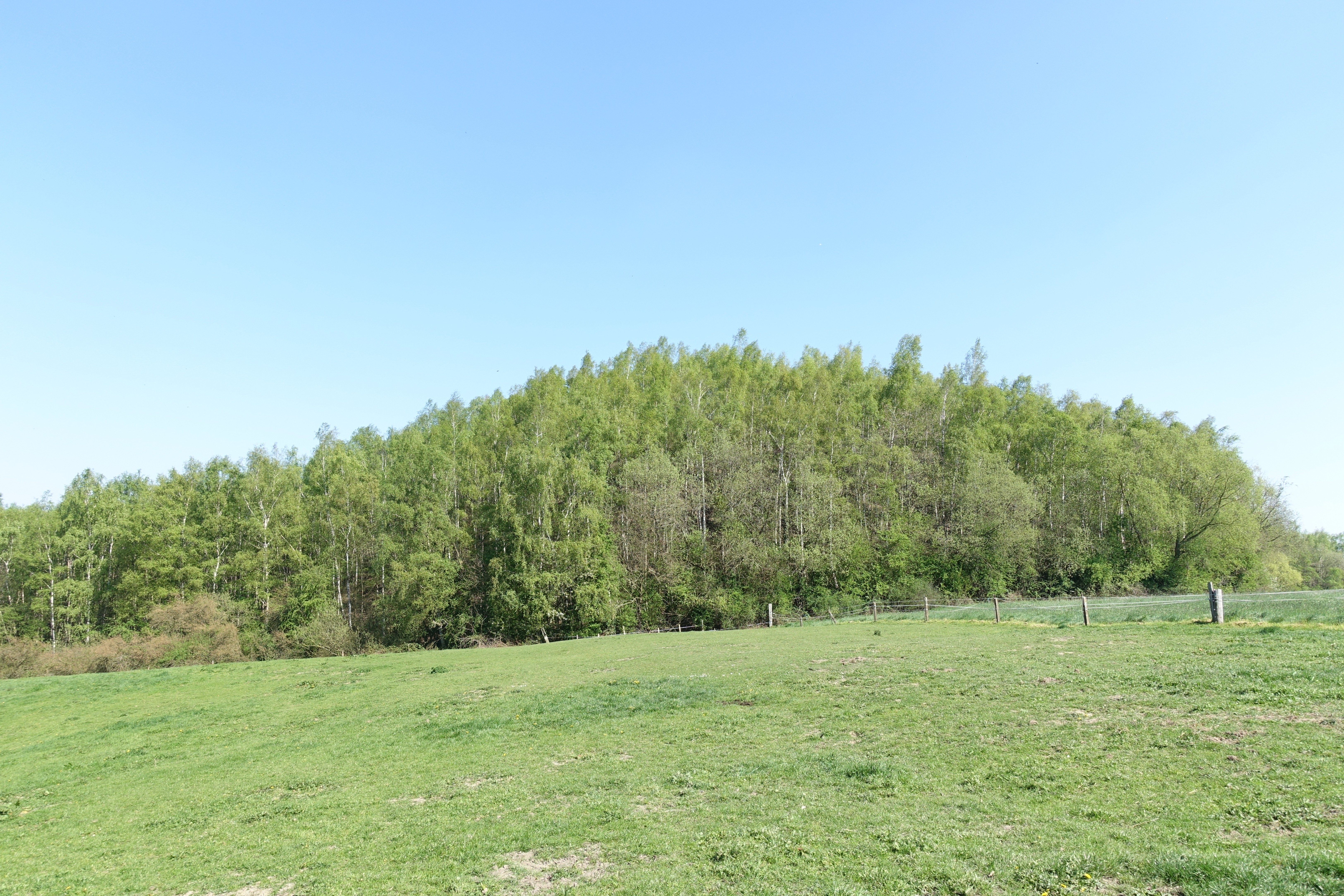
Le terril Sainte-Eugènie à Tamines.

En 2006, revenu de 2005, le revenu annuel moyen disponible s’élevait à 12 174 € par habitant.

## Personnalités
- Georges Despy (1926-2003), historien médiéviste.
- Lambil (1936-), scénariste et dessinateur de bande dessinée.
- Thierry Haumont (1949-), romancier, poète et traducteur.
- Christophe Rochus (1978-), joueur de tennis professionnel.
- Olivier Rochus (1981-), joueur de tennis professionnel.
- Vito de Luca -Aeroplane (en)- (1982-), DJ et producteur.
- Chemsdine Talbi , Footballeur Belgo-Marocain né en 2005 à Sambreville. Il évolue actuellement au Club Bruges KV